# Libeč (Maršovice)
Libeč je malá vesnice, část městyse Maršovice v okrese Benešov. Nachází se asi 2,5 km na severovýchod od Maršovic. V roce 2009 zde bylo evidováno 19 adres. Osadou protéká Janovický potok, který je levostranným přítokem řeky Sázavy.
Libeč leží v katastrálním území Zahrádka u Benešova o výměře 8,22 km².

## Historie
První písemná zmínka o vesnici pochází z roku 1388.
Za druhé světové války se ves stala součástí vojenského cvičiště Zbraní SS Benešov a její obyvatelé se museli 31. prosince 1943 vystěhovat.